# Борови-Млин (Квідзинський повіт)
Борови-Млин (пол. Borowy Młyn, нім. Heidemühl) — село в Польщі, у гміні Риєво Квідзинського повіту Поморського воєводства.
Населення — 218 осіб (2011).
У 1975-1998 роках село належало до Ельблонзького воєводства.

## Демографія
Демографічна структура станом на 31 березня 2011 року:
|          | Загалом | Допрацездатний вік | Працездатний вік | Постпрацездатний вік |
| -------- | ------- | ------------------ | ---------------- | -------------------- |
| Чоловіки | 169     | 15                 | 126              | 28                   |
| Жінки    | 49      | 7                  | 34               | 8                    |
| Разом    | 218     | 22                 | 160              | 36                   |